# Gare de Corseul - Languenan
Gare de Corseul - Languenan vasútállomás Franciaországban, Languenan településen.

## Vasútvonalak
Az állomást az alábbi vasútvonalak érintik:
- Lison–Lamballe-vasútvonal

## Kapcsolódó állomások
A vasútállomáshoz az alábbi állomások vannak a legközelebb:
- Gare de Plancoët (Gare de Lamballe, Lison–Lamballe-vasútvonal)
- Gare de Dinan (Gare de Lison, Lison–Lamballe-vasútvonal)